# Poblet-kolostor
A spanyolországi Tarragona tartományban található Poblet-kolostor,  (spanyolul Monasterio de Poblet vagy Monasterio de Santa María de Poblet) a katalóniai szakrális építészet egyik legszebb mintapéldája, a legjelentősebb ciszterci kolostoregyüttes a tartományban. 1991 óta az UNESCO világörökség része.
„Poblet építészettörténeti jelentősége elsősorban az, hogy a katalán gótika későbbi jellegzetességeinek tekintélyes része a nagy cisztercita kolostorban fogalmazódott meg első ízben.” (idézve: Czellár K. 82. old.)
A kolostor a Sierra de Prades hegységében fekvő Vimbodí és Espluga de Francolí települések között, azoktól kb. 2–3 km-re délre, a pobleti erdő csodálatos környezetében helyezkedik el. 2006 óta Vimbodí helység hivatalos neve Vimbodí i Poblet. Barcelonától 90 km-re nyugatra található.

## Története
IV. Ramon Berengár, Barcelona grófja (1131-1162), Aragónia hercege (1137–1162) adományozta a Narbonne környékén álló Frontfroide-apátságból ideérkező ciszterci szerzeteseknek Conca de Barberà területének egy részét 1151-ben. Ő alapította az kolostort, kezdte építtetni az épületegyüttest.
Az aragóniai királyi pár, IV. (Szertartásos) Péter király és neje (1336-1387) később panteonjául választotta: ezután ide temették Aragónia uralkodóit. Ebben az időszakban a hely a kor kiemelkedő kulturális központjává változott.
Különösen nagy jelentőségre tett szert könyvtára. Igen értékes műemlék, aminek legfontosabb részeit a 13-15. században építették: ekkor templomát előcsarnokkal és kápolnákkal bővítették. A 17. században az épület barokk főhomlokzatot kapott.
A 19. században Poblet elpusztult, többször felkelők rabolták ki, illetve gyújtották fel, ezért a 70 szerzetes 1835-ben elmenekült innen. 1930-ban Eduard Toda i Güell kezdeményezésére elkezdték helyreállítani az épületeket, és a ciszterciek 1940-ben visszatérhettek. Poblet kolostora ma is működő egyházi intézmény, amit 2003 óta a Poblet Alapítvány (Fundació Poblet) tart fenn. A rendet és kolostort jelenleg Josep Alegre apát vezeti.

## Az épületegyüttes részei

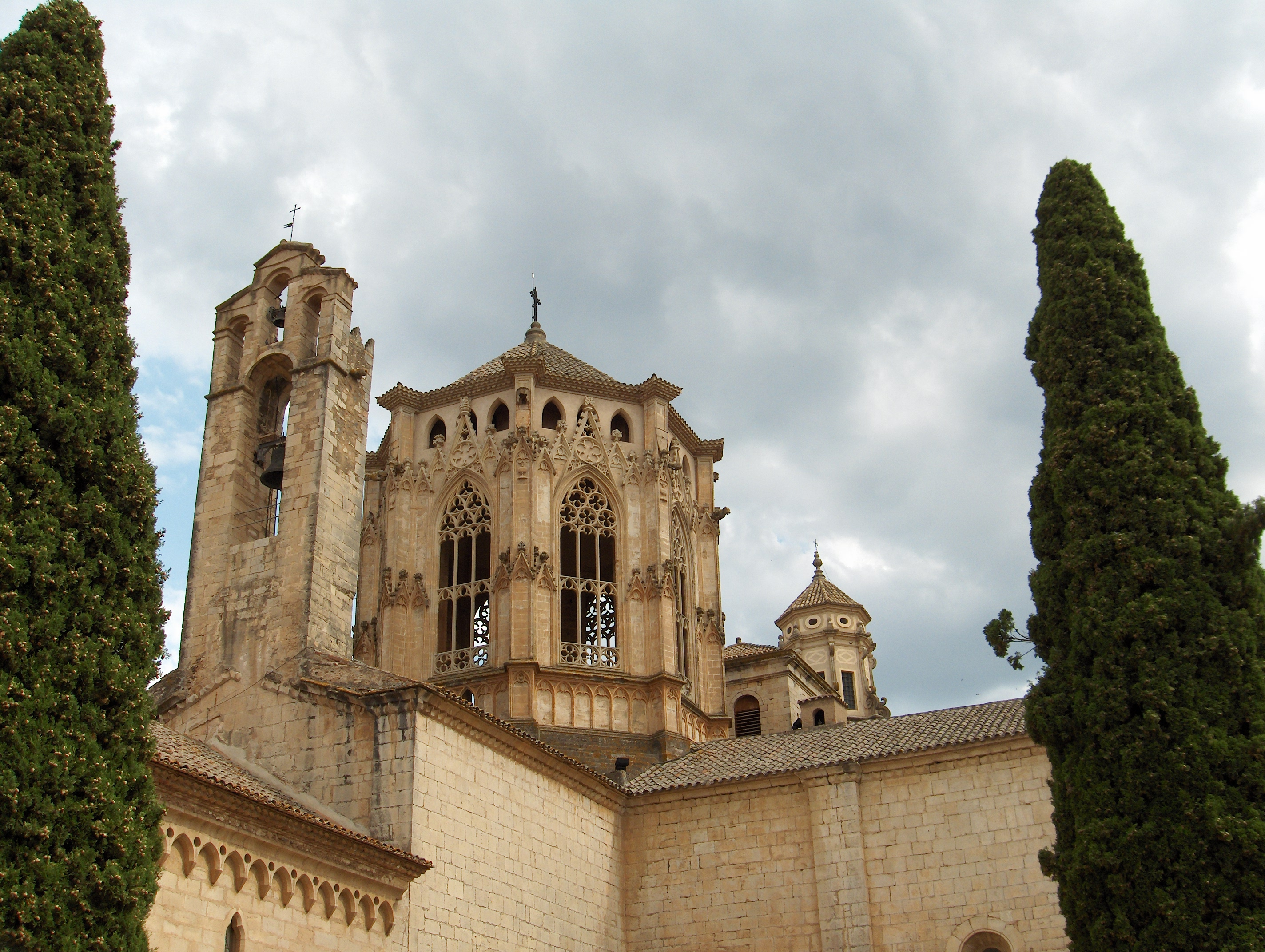
A kolostor harangtornya

- Szent György-kápolna: gótikus kápolna, melyet V. (Nagylelkű) Alfonz építtetett 1452-ben.
- Porta Daurada: 15. századi kapu, mely egy belső épületgyűrűbe vezet.
- Királyi kapu vagy (Porta Reial): gótikus kapu, melyet két torony vesz körül, egyúttal a klauzura bejárata is. 1367-1382 között épült fel.
- Templom (Església de Santa Maria del Monasteri de Poblet): II. Alfonz (1162-1196) király idejéből származó épület. 1170-1190 között jött létre, Bernet de Pontareggia mester alkotása. Bazilika alaprajzú, háromhajós templom, melyhez egy kereszthajó csatlakozik. Kupolája nyolcszögletű. Főhajója dongaboltozatos, míg oldalhajóit bordás keresztboltozat borítja. Főszentélyében található Damià Forment reneszánsz alabástrom retablója, mely a kolostor híres kincse. Ugyanitt nyugszik az aragón-katalán királyság uralkodói házának 70 felnőtt családtagja, köztük a nevesebbek:  II. Alfonz, I. Jakab, IV. Péter, I. János, I. (Emberséges) Márton (1396-1410), I. Ferdinánd, V. Alfonz és II. János.
- Könyvtár: IV. Péter király alapozta meg gyűjteményét 1380-ban, melyet később aztán tovább bővítettek. A 19. század elején már több mint 40 000 kötettel rendelkezett.
- Kerengő: az épületrész átmenetet képez a román és a gótikus stílus között, a 12. század végén kezdték meg építését, mely száz évig tartott.
- Káptalani terem: az apátok sírköveit helyezték ide, a kerengőből nyíló terembe. Gótikus keresztboltozatos terme, melyet karcsú oszlopok tartanak.
- I. Márton palotája: torzóban maradt gótikus épületrész, 1397-ben fogtak hozzá építésének Arnau Bargués vezetésével.